# Tupalangdarja
Der Tupalangdarja (oder Tupalang; usbekisch Toʻpolondaryo; russisch Тупалангдарья) ist der rechte Quellfluss des Surxondaryo in Usbekistan. Der Tupalangdarja hat eine Länge von 117 km. Das Einzugsgebiet umfasst 2200 km².
Der Tupalangdarja entsteht am Südhang des Baisuntau-Gebirgszugs. Er wird von dessen Gletschern gespeist. Er fließt in überwiegend südsüdöstlicher Richtung durch das Gebirge. Bevor er das Bergland verlässt, wird er von einer Talsperre aufgestaut. Er erreicht schließlich etwa 25 km vor seiner Mündung die Tiefebene. Diese setzt sich über das Hissartal nach Osten und über das Surxondaryo-Tal nach Süden fort. Die Stadt Sariosiyo liegt am linken Flussufer des Tupalangdarja. Der Obizarang mündet kurz darauf linksseitig in den Fluss. Schließlich trifft der Tupalangdarja auf den Karatag und vereinigt sich mit diesem zum Surxondaryo.